# Seoul World Cup Stadium
Seoul World Cup Stadium (hangul: 서울월드컵경기장) är en fotbollsarena i Seoul, Sydkorea. Arenan är hemmaplan för FC Seoul i K League Classic och den tar 66 704 åskådare. Det är den näst största stadion i landet efter Seoul Olympic Stadium och är även hem åt Sydkoreas fotbollslandslag.
Arenan började byggas år 1998 för Fotbolls-VM 2002 och blev färdigställd i oktober 2001. Den invigdes den 10 november 2001 när Sydkoreas landslag spelade en vänskapsmatch mot Kroatien. Arenan användes för tre matcher under VM året därpå, varav två i gruppspelet och en semifinal. 
År 2004 flyttade fotbollsklubben Anyang LG Cheetahs från Anyang Stadium till Seoul och blev FC Seoul. Klubben har sedan dess använt Seoul World Cup Stadium som sin hemmaarena. Vid U17 Fotbolls-VM år 2007 spelades både bronsmatchen och finalen på arenan. FC Seoul spelade den första av två finalmatcher i AFC Champions League år 2013 mot kinesiska Guangzhou Evergrande på arenan.

## VM-matcher
Foljande matcher spelades på arenan under världsmästerskapet i fotboll 2002.
| Datum        | Lag       | Lag      | Resultat | Omgång    |
| ------------ | --------- | -------- | -------- | --------- |
| 31 maj 2002  | Frankrike | Senegal  | 0–1      | Grupp A   |
| 13 juni 2002 | Turkiet   | Kina     | 3–0      | Grupp C   |
| 25 juni 2002 | Sydkorea  | Tyskland | 0–1      | Semifinal |